# Assedio di Milano (1042-1044)
L'assedio di Milano fu un episodio militare avvenuto tra il 1042 e il 1044 che vide contrapposti i nobili milanesi e la plebe milanese guidata da Lanzone della Corte.

## Antefatti
In seguito alla la risoluzione dei conflitti tra i capitanei e i valvassori milanesi in seguito alla Constitutio de feudis del 1037, a Milano scoppiò una nuova rivolta, questa volta da parte della plebe ai danni della nobiltà. Secondo il cronista Arnolfo la causa sarebbe da ascriversi ad un cavaliere che per questione private percosse severamente un popolano scatenando l'ira della plebe. In realtà è probabile che quello fu solamente il casus belli, in quanto già da tempo i cittadini milanesi mal soffrivano il potere della nobiltà cittadina ed è verosimile che aspirassero ad una forma di governo più simile a quella a cui era sottoposta la plebe del contado, dove il potere dei conti era progressivamente scemato. A capo del partito popolare emerse paradossalmente Lanzone della Corte, proveniente da una delle famiglie nobili più insigni della città; insieme a lui vi era Alberico da Settala. La loro base era collocata in un palazzo di fronte alla chiesa di San Vittore e Quaranta martiri. Così, dopo molti sanguinosi scontri per le strade e per le piazze i nobili, essendo in pesante inferiorità numerica rispetto al popolo, decisero di abbandonare la città insieme alle loro famiglie. Alcuni giorni dopo anche l'arcivescovo Ariberto da Intimiano, che fino a quel momento si era mantenuto neutrale, lasciò la città.

## Assedio
Presto ai nobili milanesi si unirono quelli del Seprio, guidati da Wifredo, e della Martesana ed insieme costituirono un esercito con cui assediarono Milano circondandola ad una distanza di un miglio dalle mura poiché non avevano soldati a sufficienza per poter sperare di prenderla con un assalto. Realizzarono inoltre sei accampamenti fortificati davanti a ciascuna delle porte maggiori. È probabile che proprio in questa occasione la città di Milano sia stata divisa per la prima volta in sei sestieri, ciascuno dei quali prendeva il nome di una delle sei porte maggiori, che dovevano opporsi ai sei accampamenti nemici; i primi riferimenti sicuri a questa divisione risalgono però al secolo successivo. L'assedio proseguì per i mesi restanti del 1043 e per il 1044 con scaramucce quasi quotidiane.
Quando Enrico III il Nero venne a conoscenza di quanto stava accadendo a Milano, inviò un suo cancelliere, Adelgerio, insieme al figlio Antonio, per cercare di ricomporre le due fazioni. Adelgerio convocò una dieta a Pavia a cui parteciparono, tra gli altri, Ariberto arcivescovo di Milano, Rainaldo vescovo di Pavia, Riprando vescovo di Novara, Litigerio vescovo di Como e il conte Adelberto ma che non riuscì a raggiungere una pace.
Nel 1044 i milanesi erano ormai allo stremo per la mancanza di viveri e iniziarono le defezioni. Lanzone decise di recarsi dall'imperatore con doni in oro e argento al fine di convincerlo ad intervenire direttamente. Enrico in cambio chiese che si aprissero le porte di Milano a 4 000 cavalieri tedeschi e che tutti i cittadini gli giurassero fedeltà. Lanzone inizialmente accettò ma tornato in patria si rese conto che l'imperatore in questo modo avrebbe avuto in pugno la città, cosa che non poteva piacere né ai nobili né alla plebe. Secondo Landolfo Seniore allora alcuni dei maggiori capitanei e li convinse della necessità di impedire che i tedeschi entrassero a Milano al fine di conservare l'indipendenza. Propose quindi la stesura preliminare dei capitoli di una pace secondo cui si sarebbero dovute dimenticare le offese reciproche e ai nobili sarebbe stato permesso di ritornare in città con le loro famiglie in cambio di una maggiore partecipazione da parte della plebe nelle istituzioni cittadine. Secondo Arnolfo invece furono i legati imperiali a fare in modo che si concludesse una pace.

## Conseguenze
Il 16 ottobre 1045 morì Ariberto da Intimiano, il più potente arcivescovo nella storia della diocesi di Milano. La sua morte, insieme alla parziale riappacificazione tra nobiltà e plebe, posero le basi per l'emersione delle prime istituzioni comunali nei decenni successivi. Sin dal 1045 il governo della città di Milano non fu più esercitato esclusivamente dai nobili ma ne ebbe parte anche la plebe. Il primo esempio di tale cambiamento fu l'elezione del nuovo arcivescovo per la quale si convocò un consiglio generale composto da nobili, chierici e popolani. Ne risultò l'elezione di quattro ecclesiastici del clero maggiore che furono inviai da Enrico III il Nero affinché scegliesse chi tra loro avrebbe dovuto ricevere l'anello e il bastone pastorale. L'imperatore però non scelse nessuno dei quattro ma Guido da Velate, un prete milanese confidente di Ariberto che godeva delle sue simpatie (poiché gli faceva da spia), malgrado le proteste dell'ambasceria milanese.